# Dino Copelj
Dino Copelj (født 1977 i Trebinje, Bosnien-Hercegovina) er en bosnisk-dansk forfatter, digter og skribent. Copelj debuterede i 2020 med romanen Duften af petrichor.
Copelj kom til Danmark i 1993 som flygtning fra krigen i Bosnien-Hercegovina. Han er uddannet som diplom i offentlig forvaltning og administration.

### Digte
- Digte eller kaos (2020)
- Forbandede styrke (2024)

### Romaner
- Duften af petrichor (2020)